# Musée de l'automobile Dr Carl Benz
Pour les articles homonymes, voir Benz.
Le musée de l'automobile Dr Carl Benz (Automuseum Dr. Carl Benz en allemand) est un musée de l’automobile de collection de 1984, de Ladenburg dans le Bade-Wurtemberg en Allemagne. Il est dédié en particulier au constructeur automobile Benz & Cie, C. Benz Söhne, Daimler-Mercedes-Benz, de l'inventeur industriel Carl Benz (1844-1929, docteur honoris causa de l'université de Karlsruhe en 1924).

## Historique
En 1883 Carl Benz fonde Benz & Cie à Mannheim pour industrialiser le moteur à deux temps qu'il a breveté en 1879. Il conçoit et industrialise avec succès sa Benz Patent Motorwagen / Tricycle Benz 1 en 1885-1886, avec moteur à plat monocylindre horizontal à deux temps de 980 cm³, pour une vitesse de pointe de 16 km/h (première voiture de série à moteur à essence de l'histoire de l'automobile, avec les moteur Daimler Type P de Daimler en 1885-1887), suivis de ses Benz Victoria (1892-1898), Benz Velo (1894–1902), Benz Ideal (1894-1902)... 

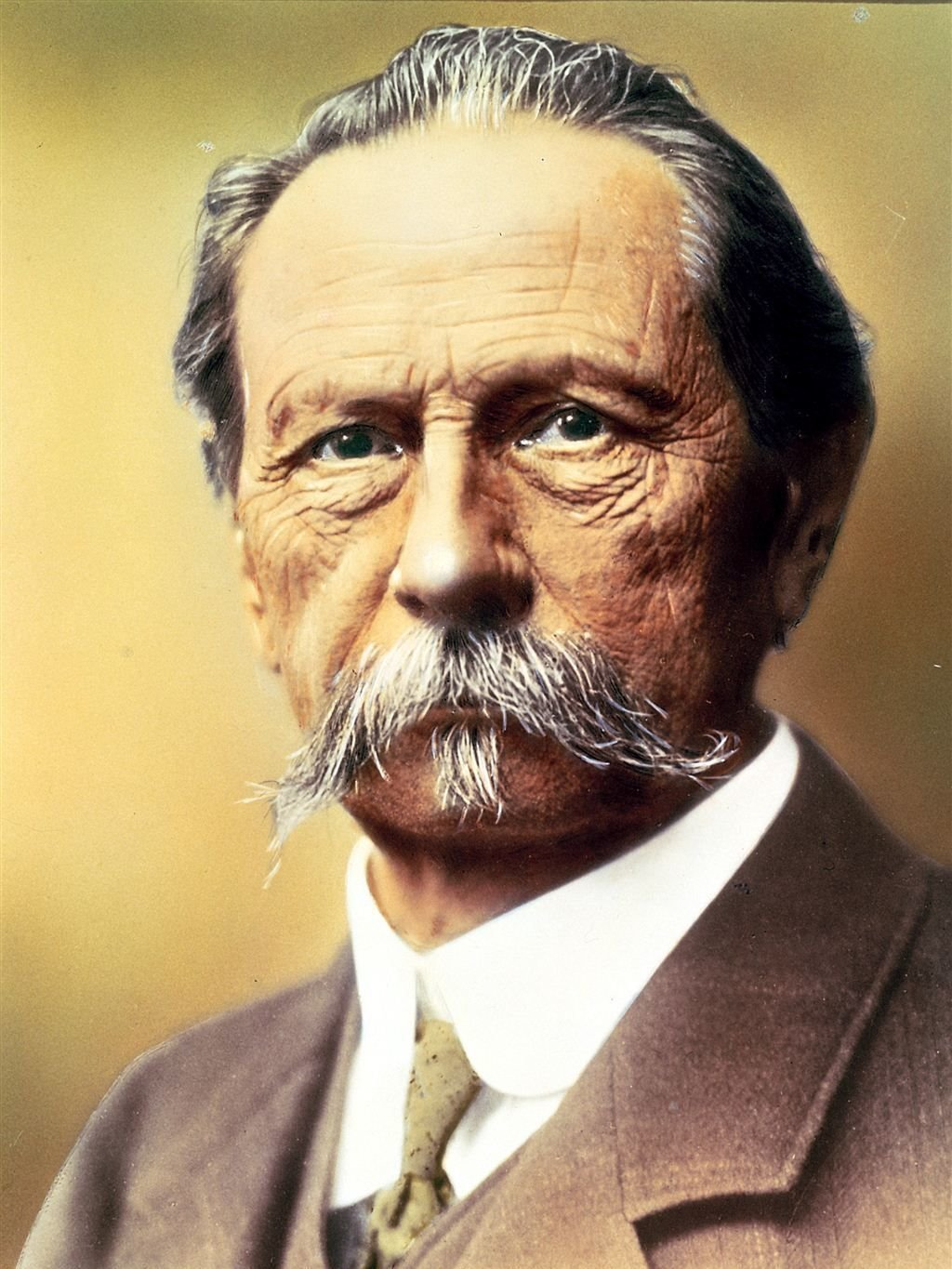
Carl Benz (1844-1929)
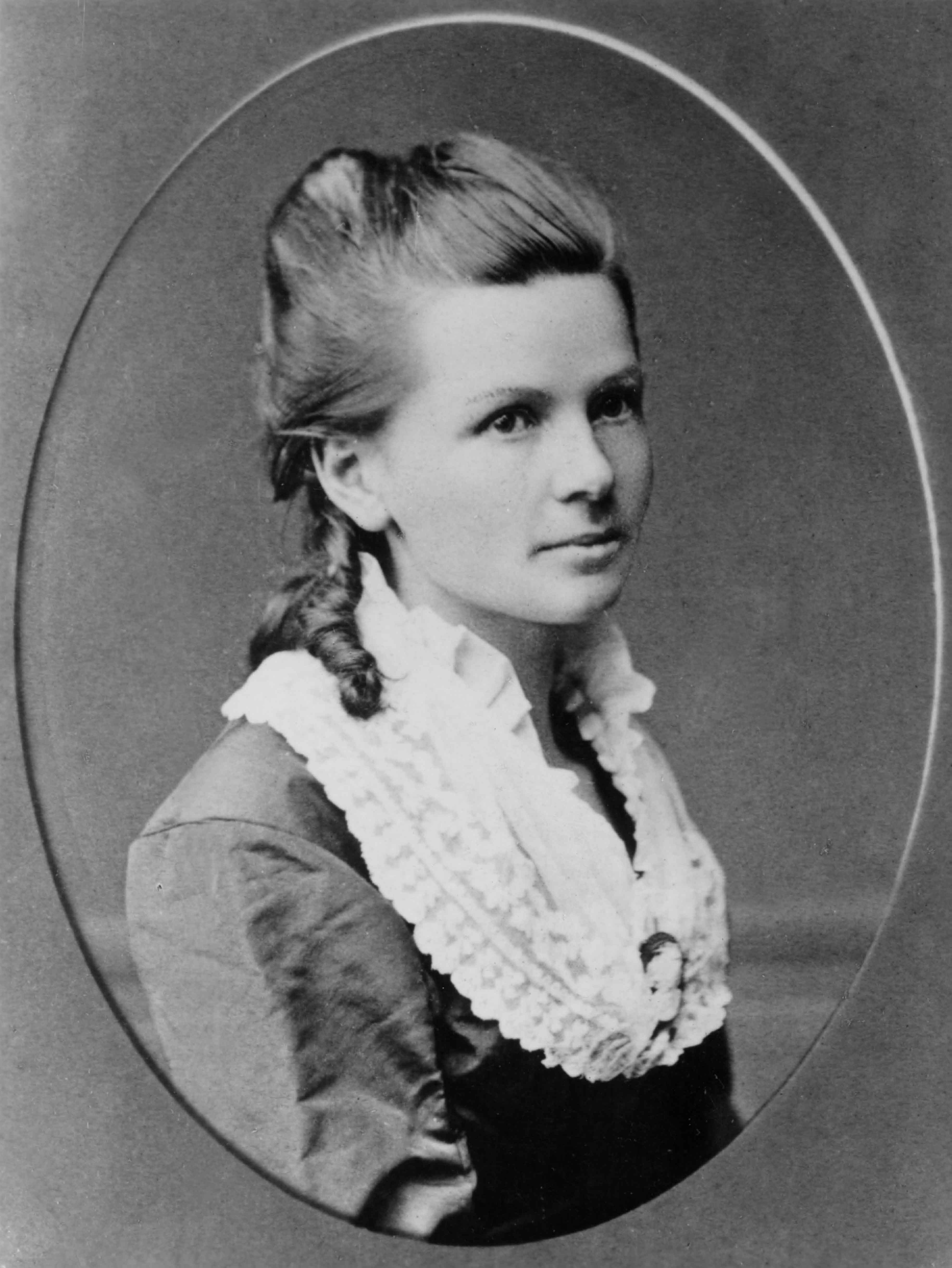
Bertha Benz (Bertha Benz Memorial Route)
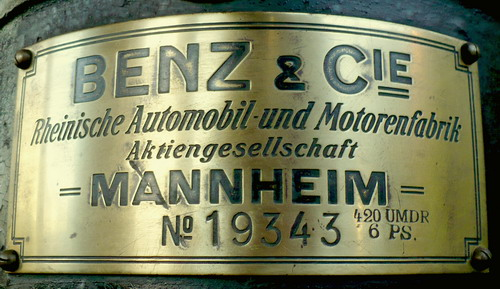
Benz & Cie
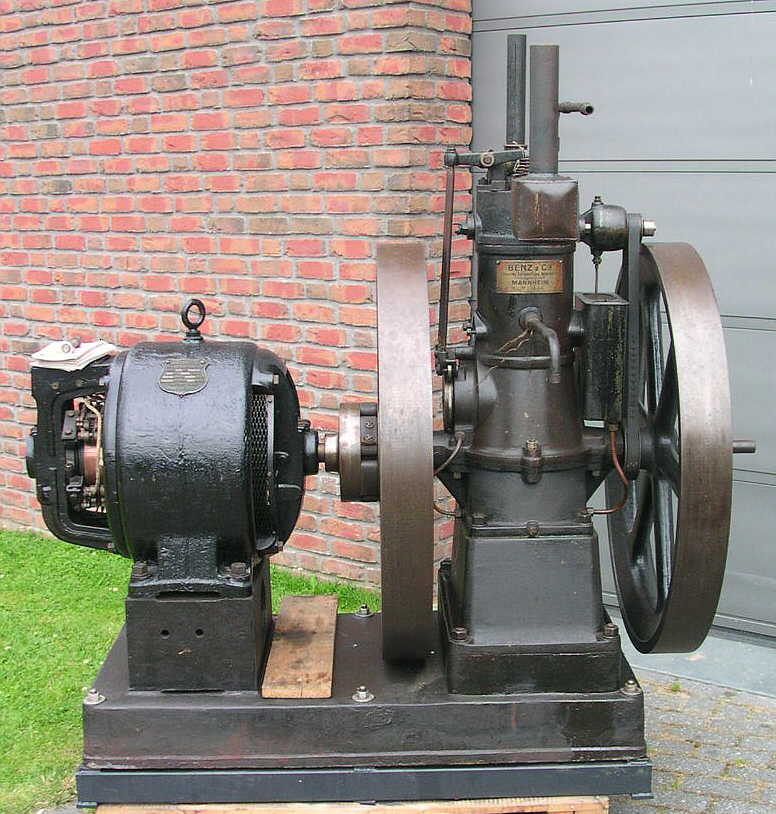
Moteur à deux temps de 1879 de Carl Benz

En 1888 son épouse Bertha Benz et ses deux fils Eugen Benz et Richard Benz parcourent 104 km sur la Bertha Benz Memorial Route, entre Mannheim et Pforzheim, avec leur Benz Patent Motorwagen n°3, marquant un record historique de longue distance de l'histoire de l’automobile pour l'époque.

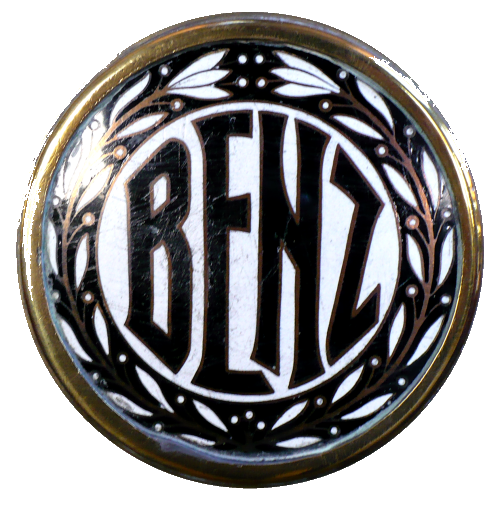
Logo Benz & Cie
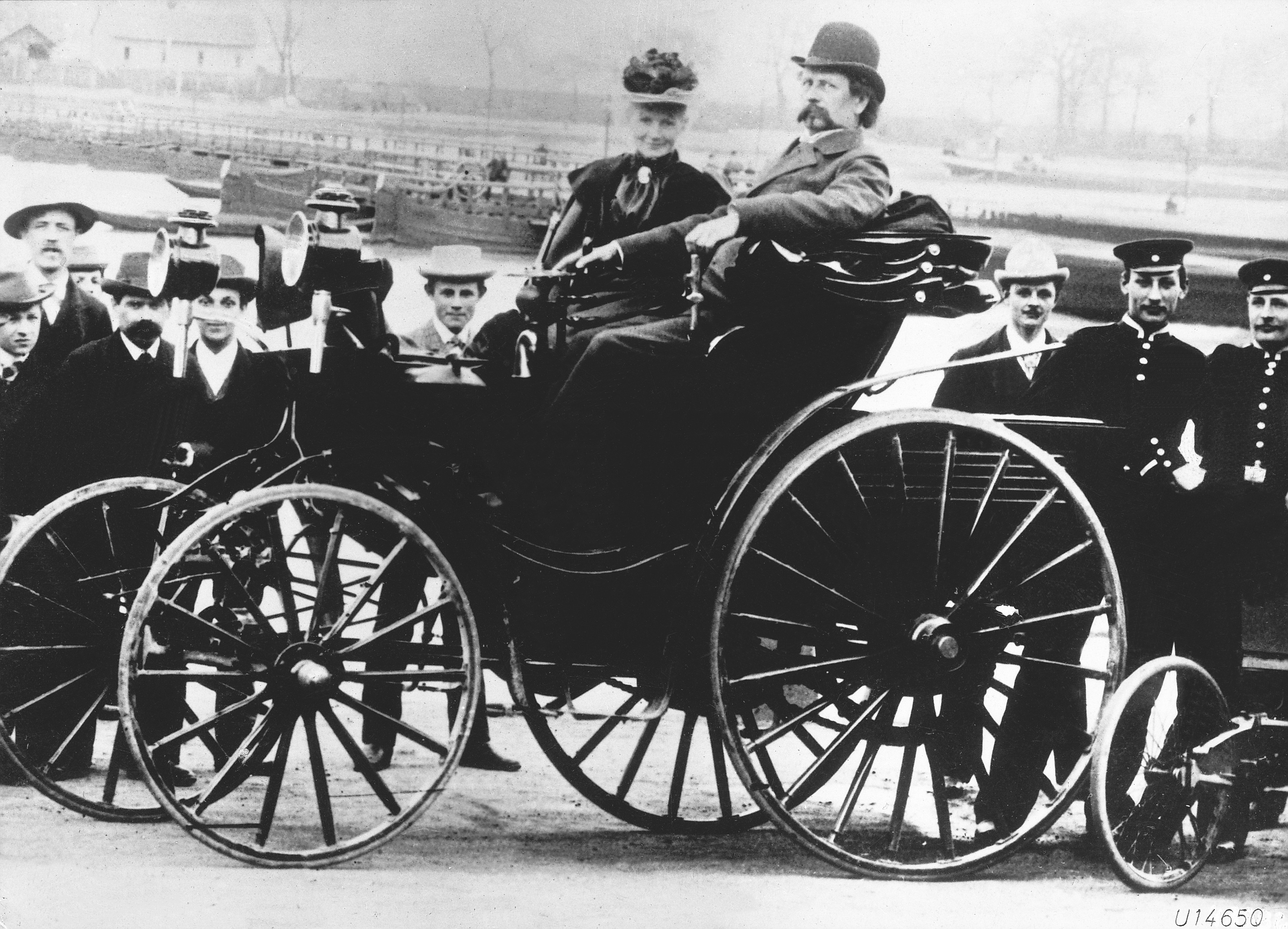
Benz Victoria pilotée par Carl Benz et Bertha Benz
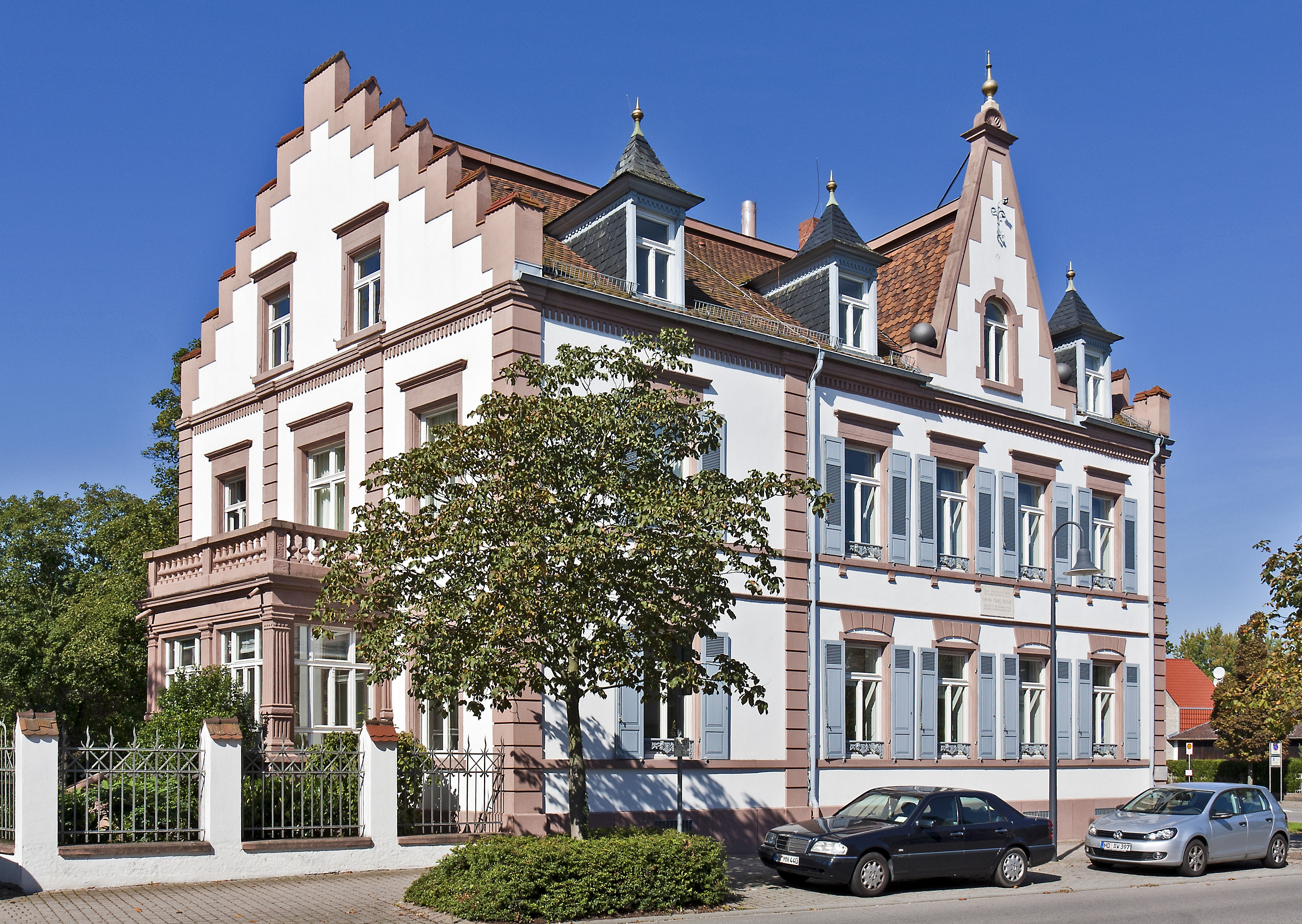
Domicile Benz de Ladenburg
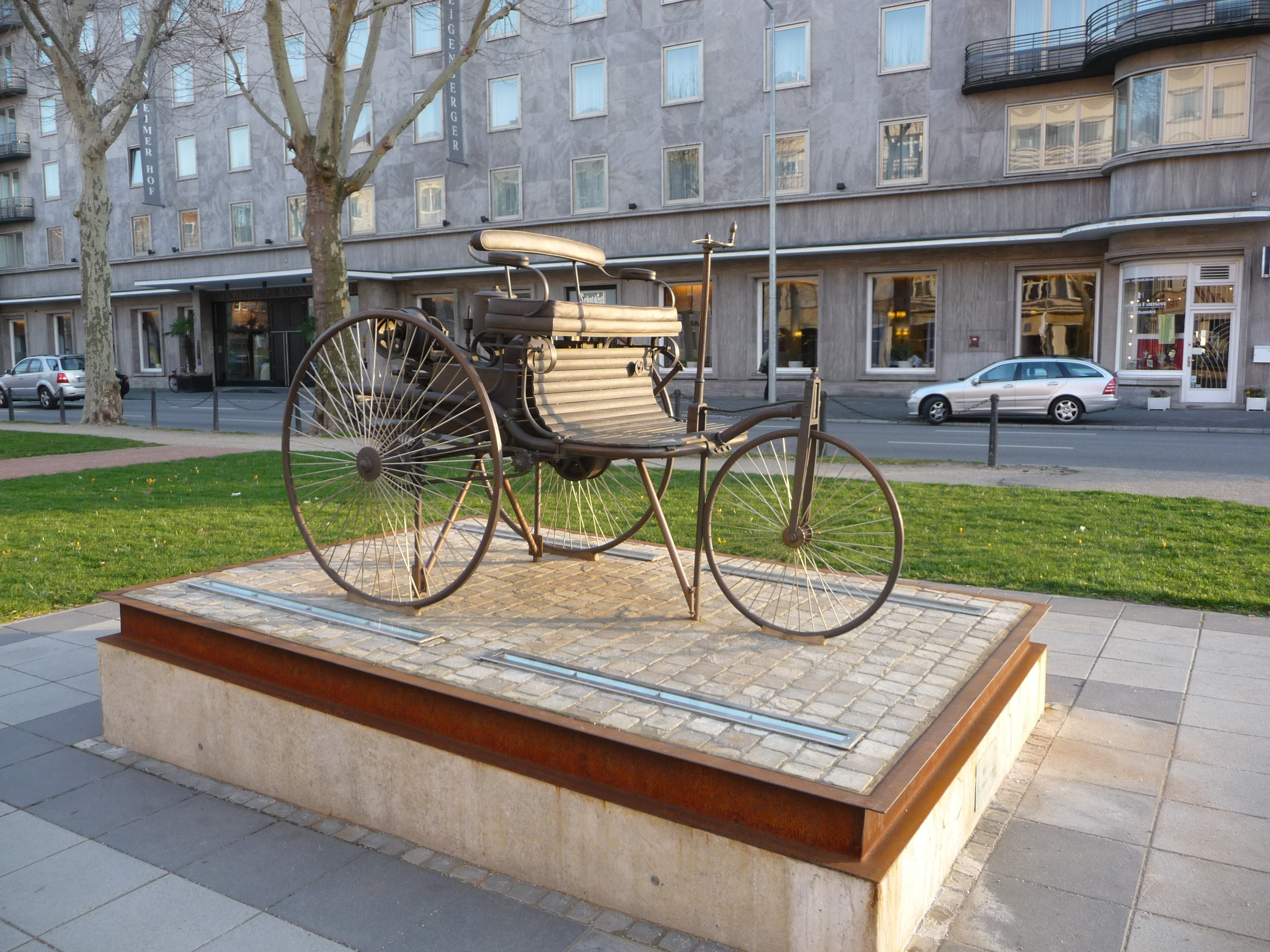
Mémorial Benz de Ladenburg

En 1906 Carl fonde cette nouvelle usine à Ladenburg (dans la banlieue ouest de Mannheim) au bord du fleuve Neckar, sur la Bertha Benz Memorial Route, avec ses deux fils Eugen et Richard, pour fabriquer leurs véhicules C. Benz Söhne.

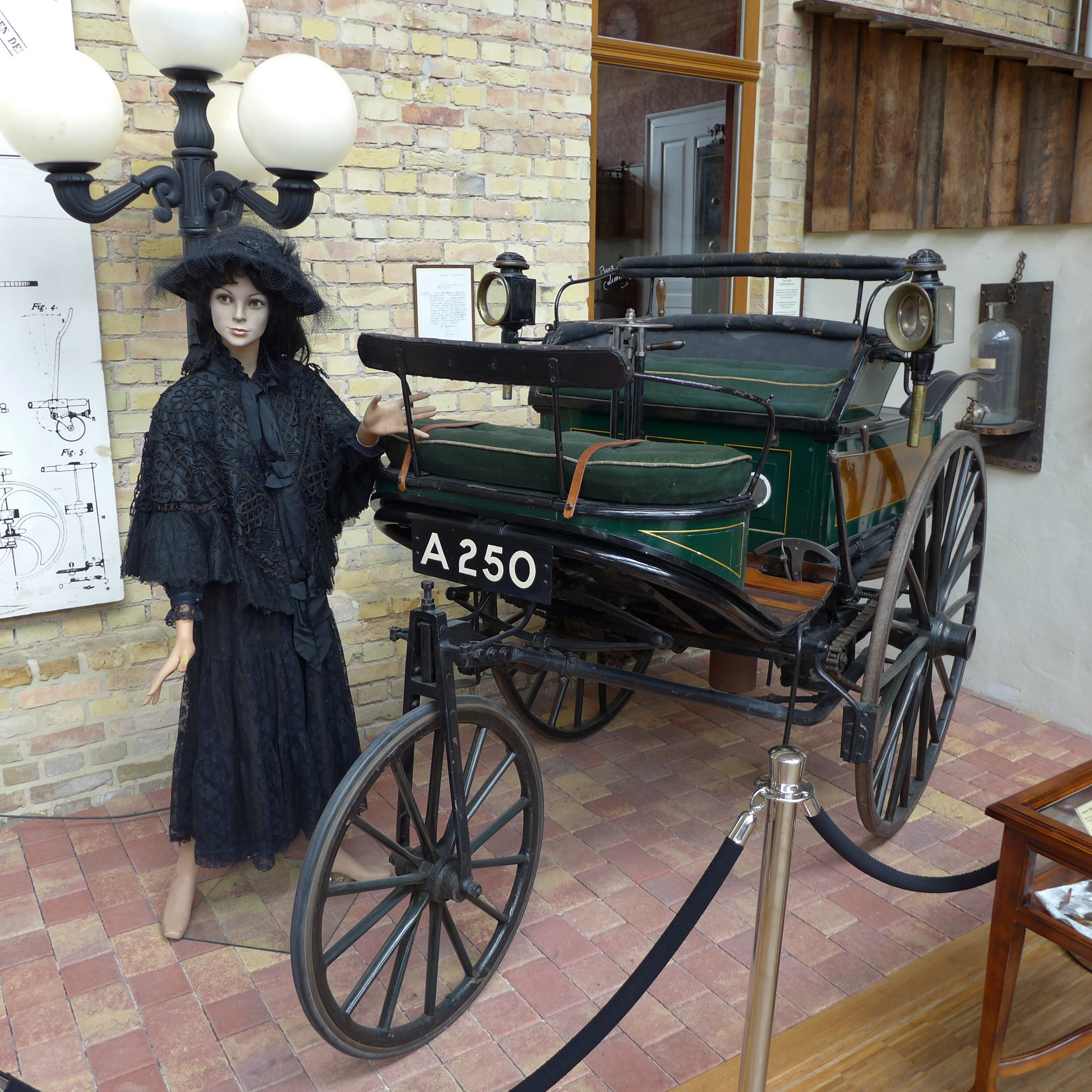
Benz Patent Motorwagen n°3 (1885-1886)
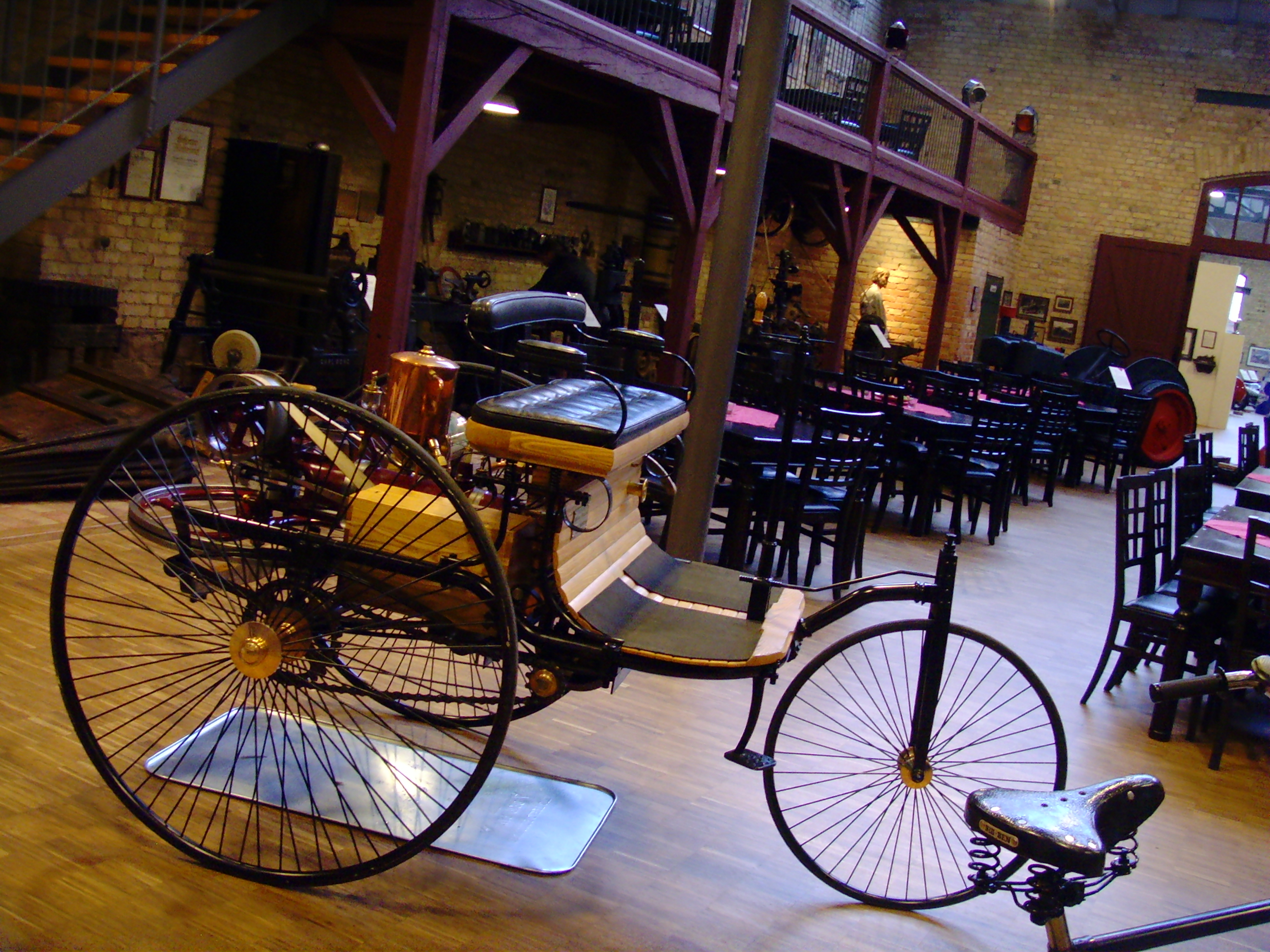
Benz Patent Motorwagen (réplique)
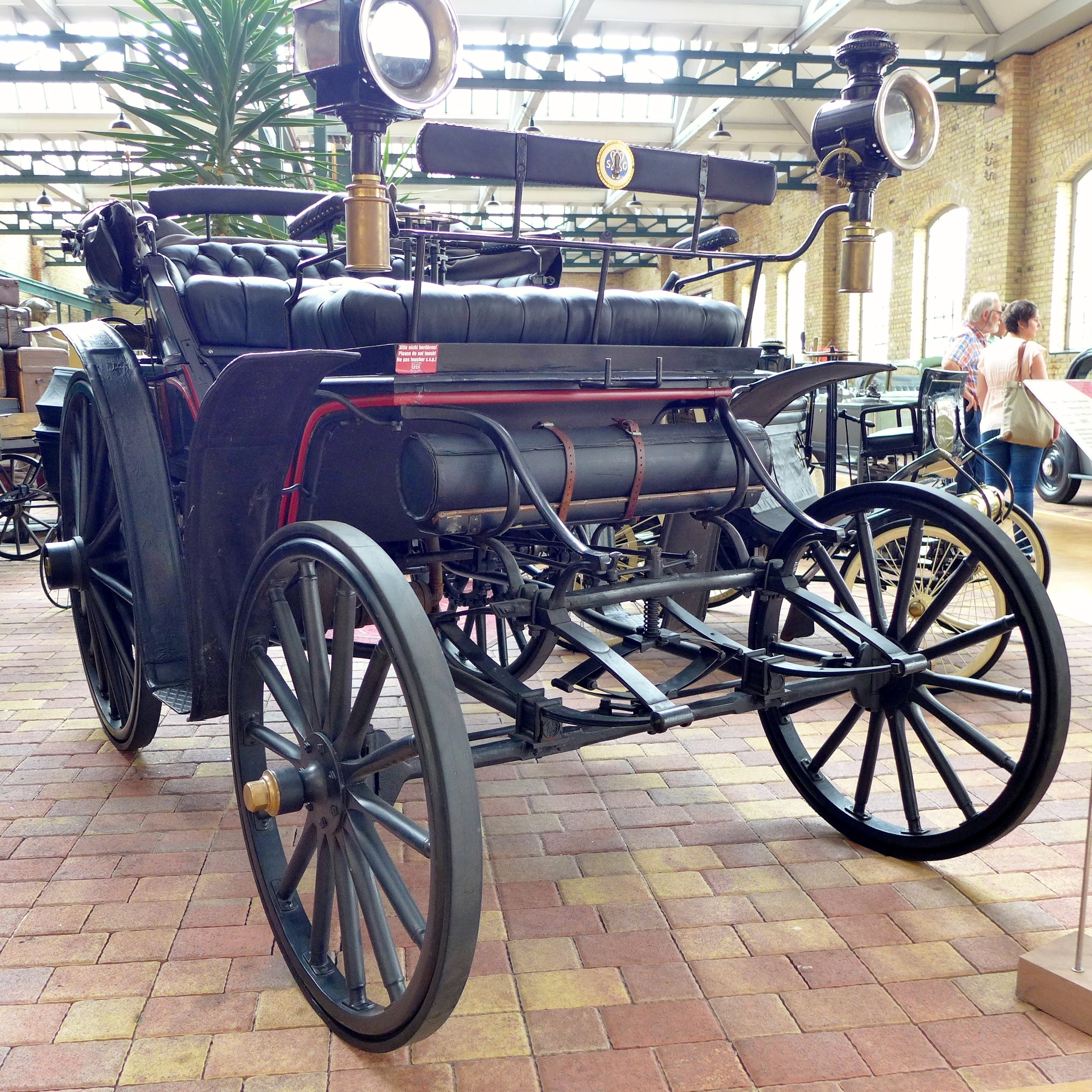
Benz Victoria (1892-1898)
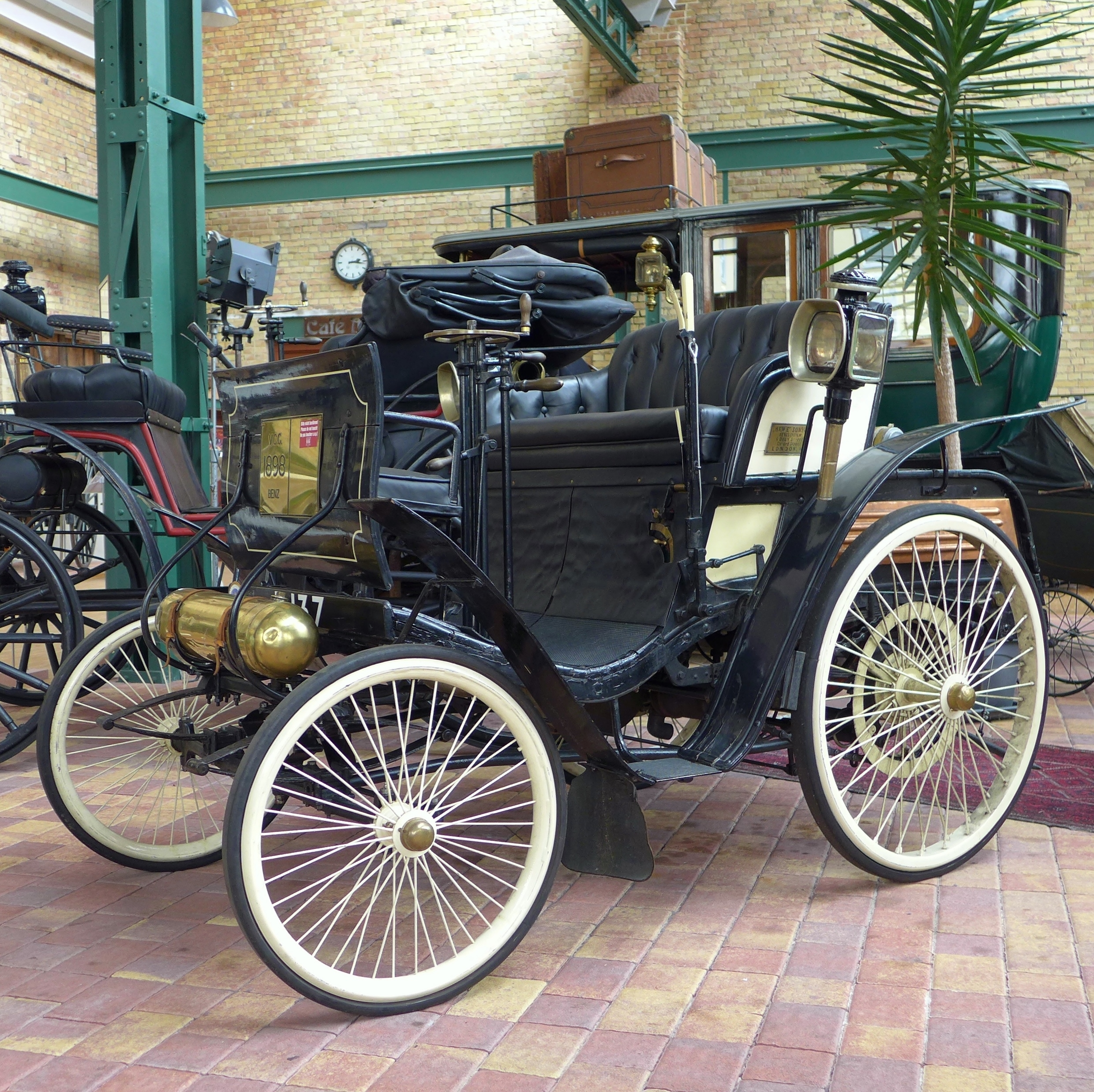
Benz Velo (1894–1902)

Benz & Cie est fusionné entre 1924 et 1926 en Daimler-Mercedes-Benz, par le PDG de la marque Ferdinand Porsche, avec Daimler de Gottlieb Daimler, et la concession Mercedes d'Emil Jellinek.

Quelques véhicules exposés
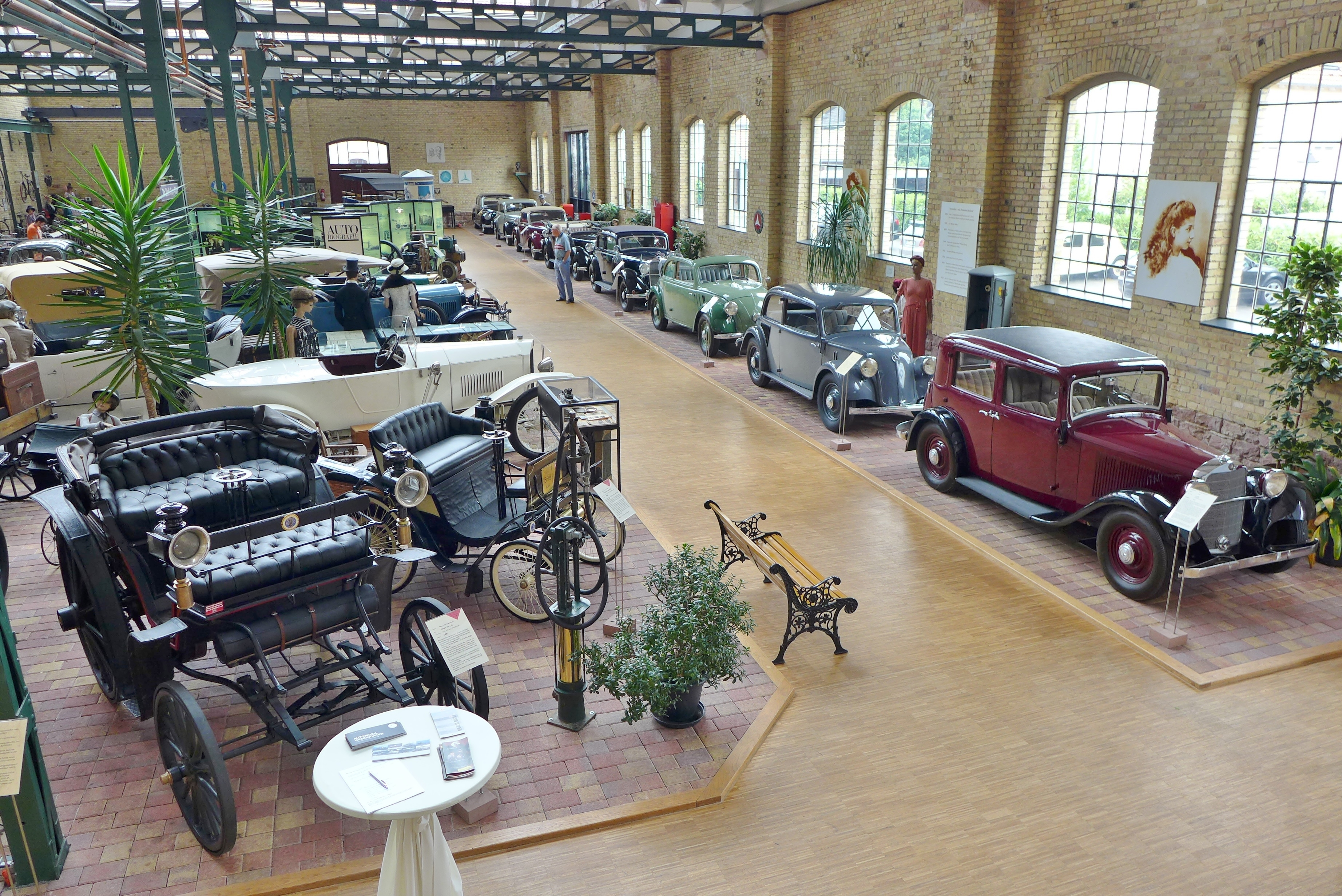
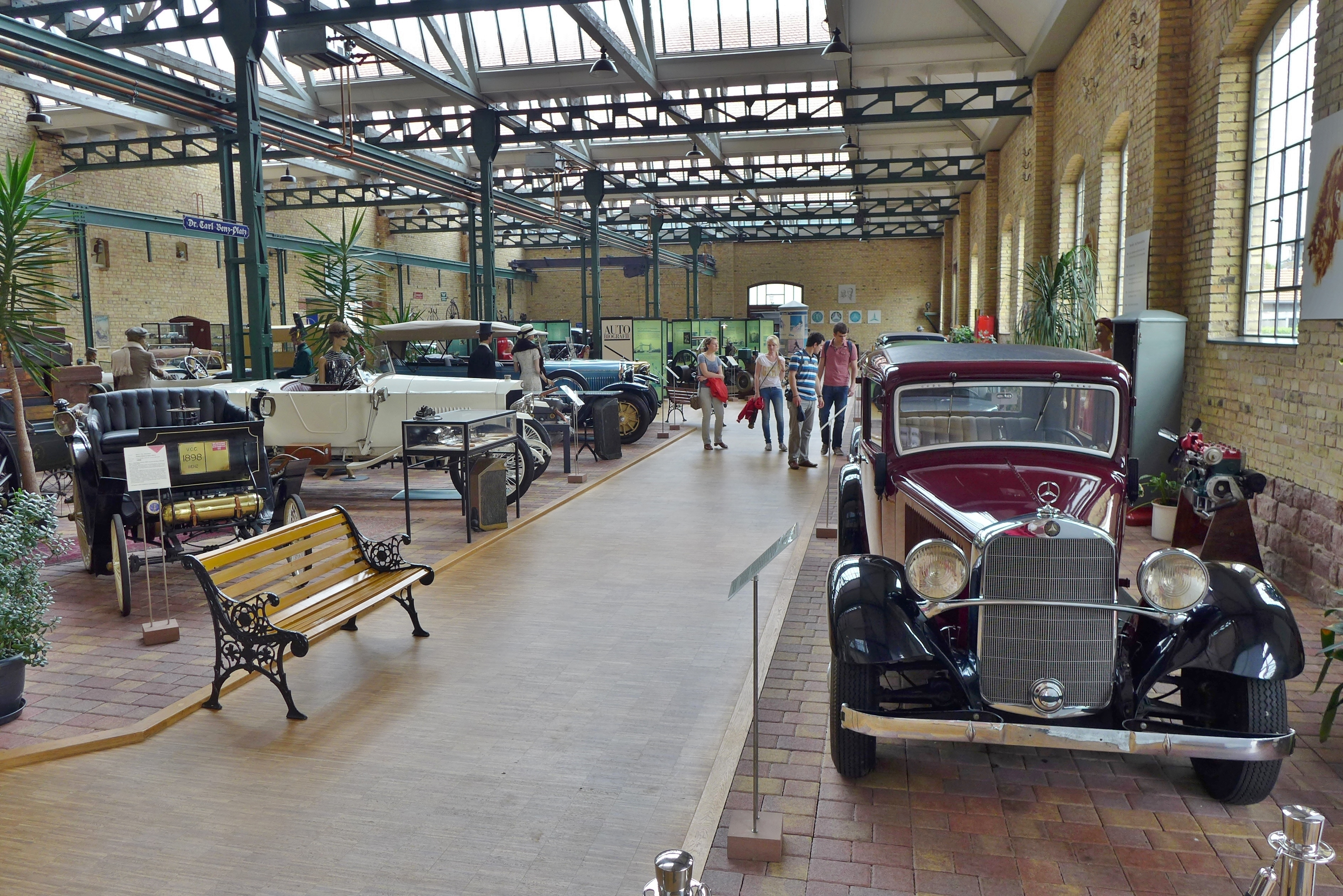
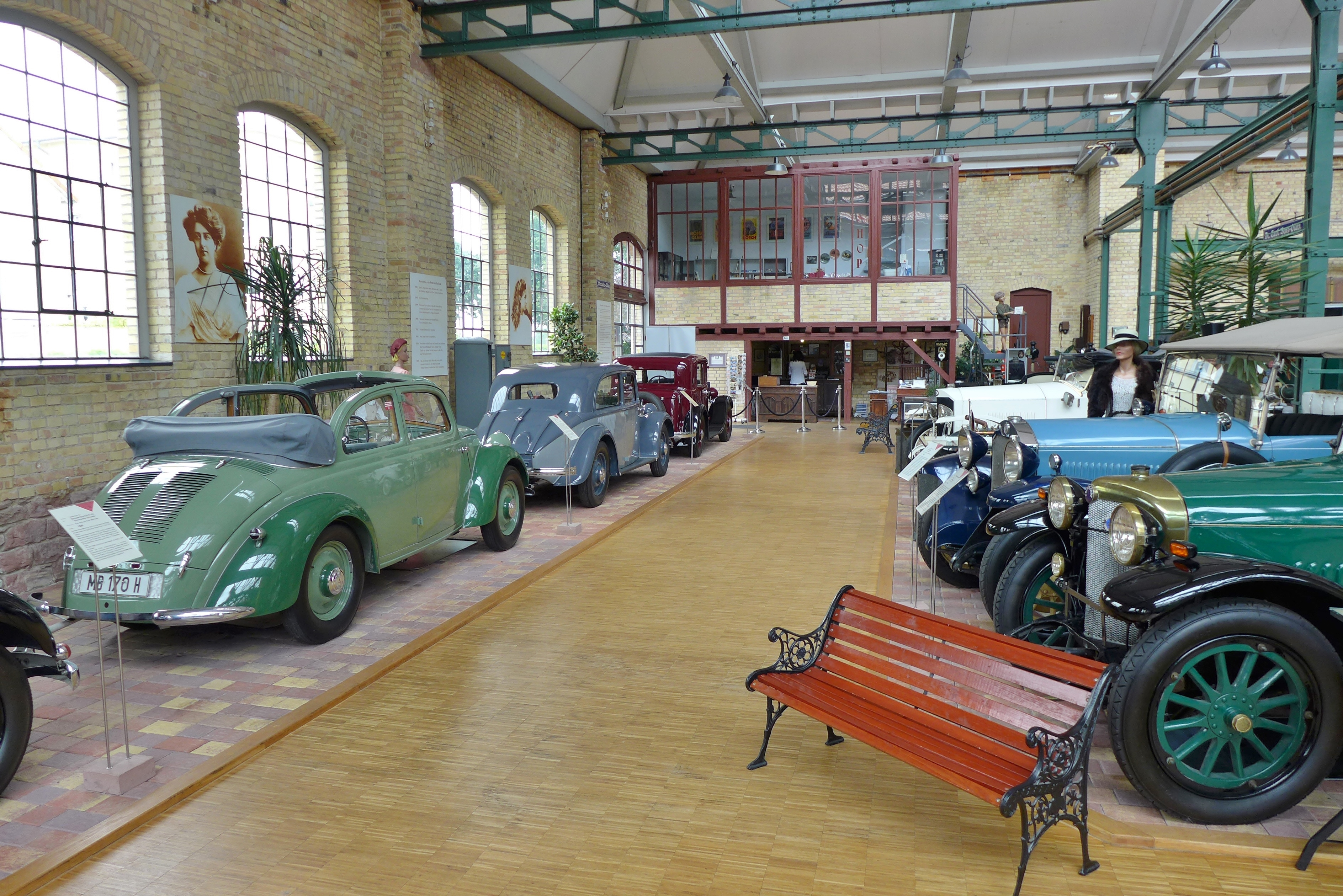
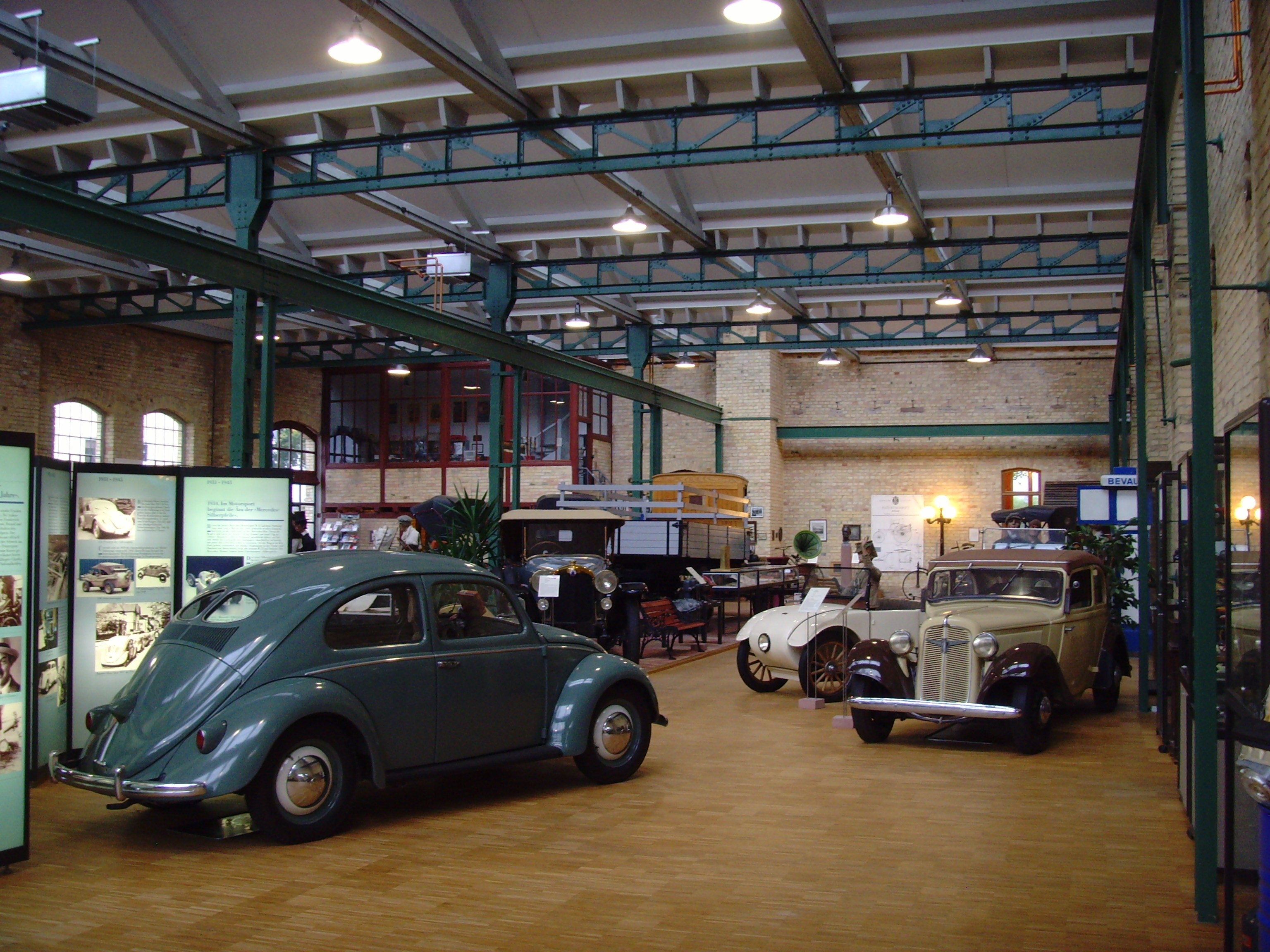
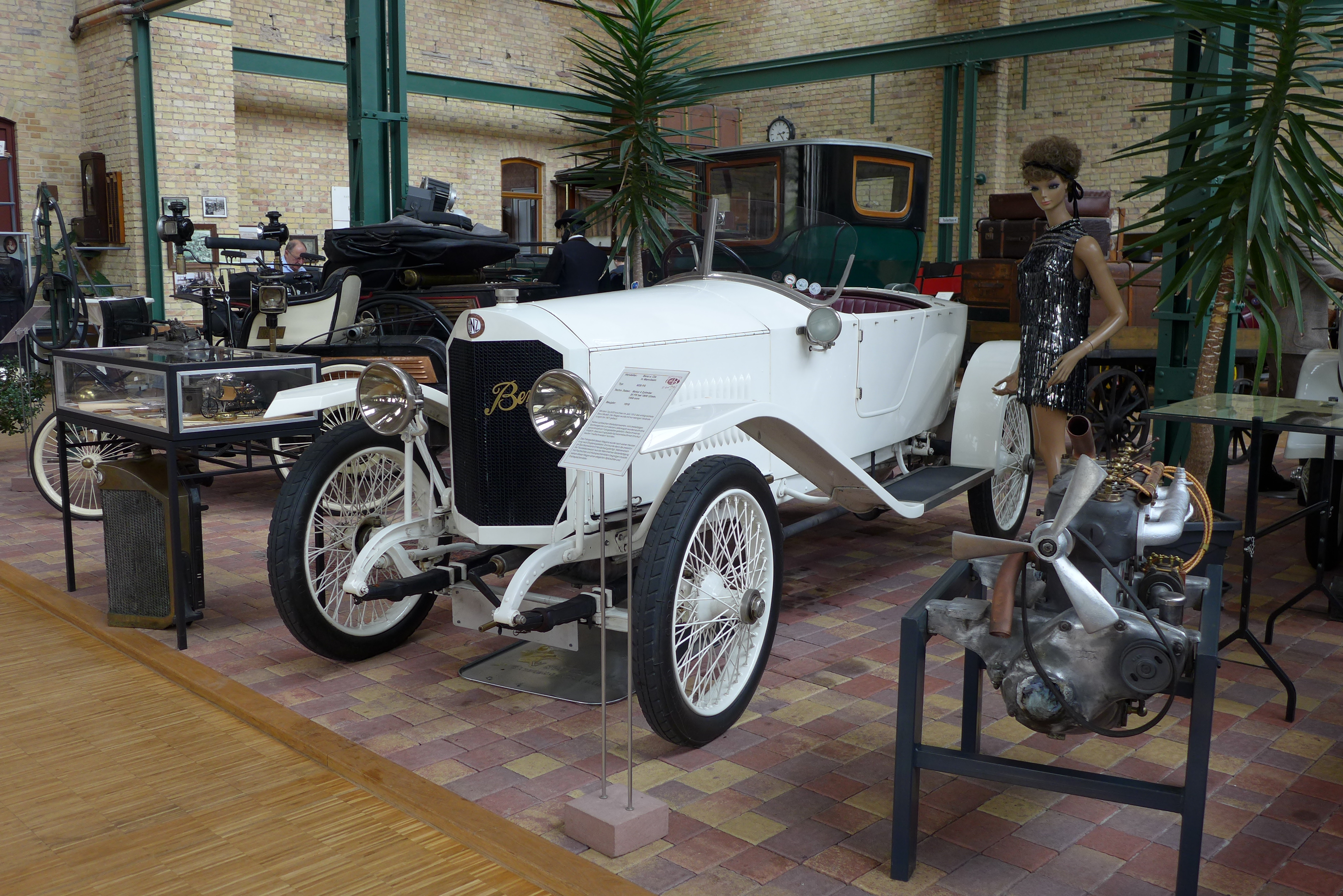
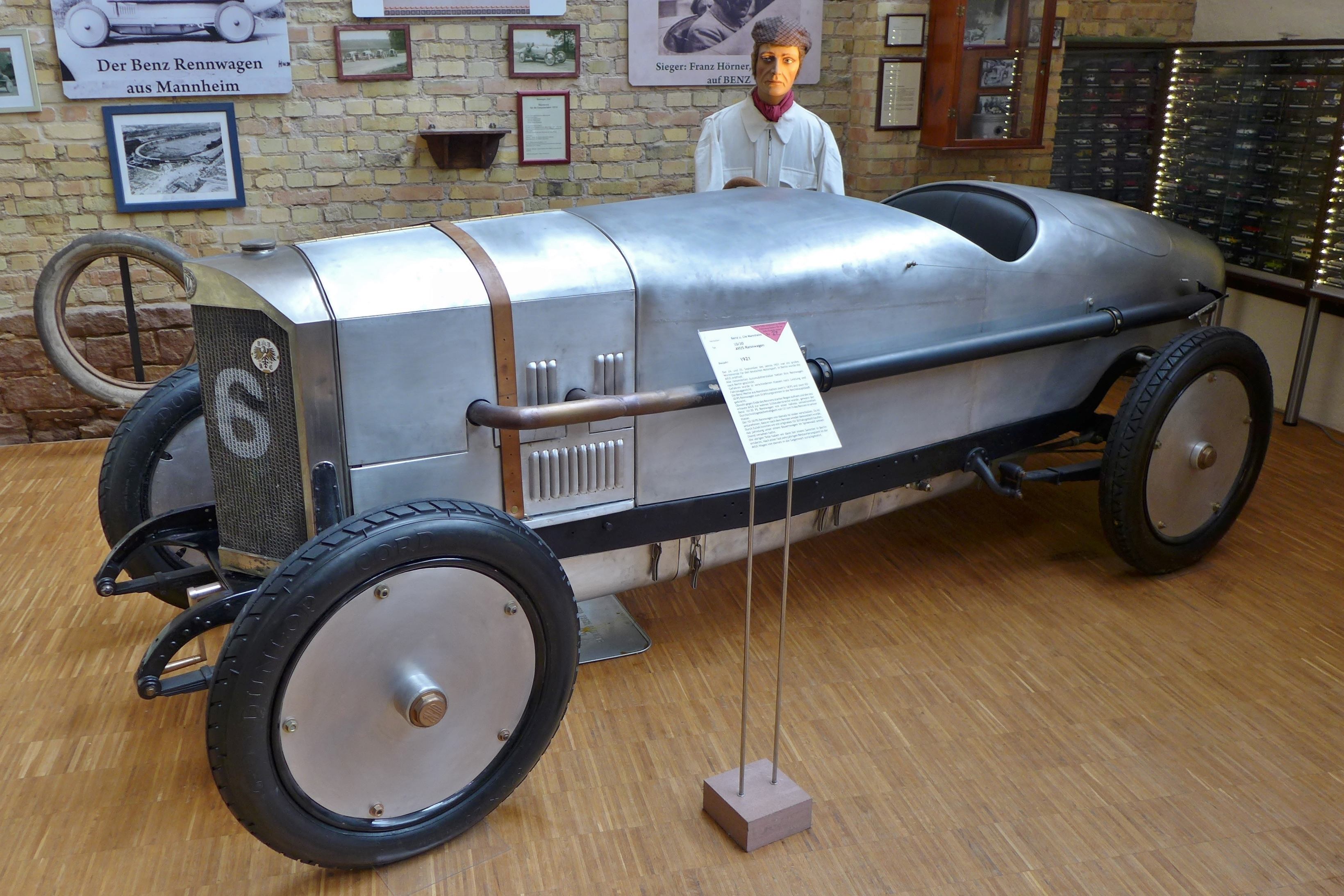
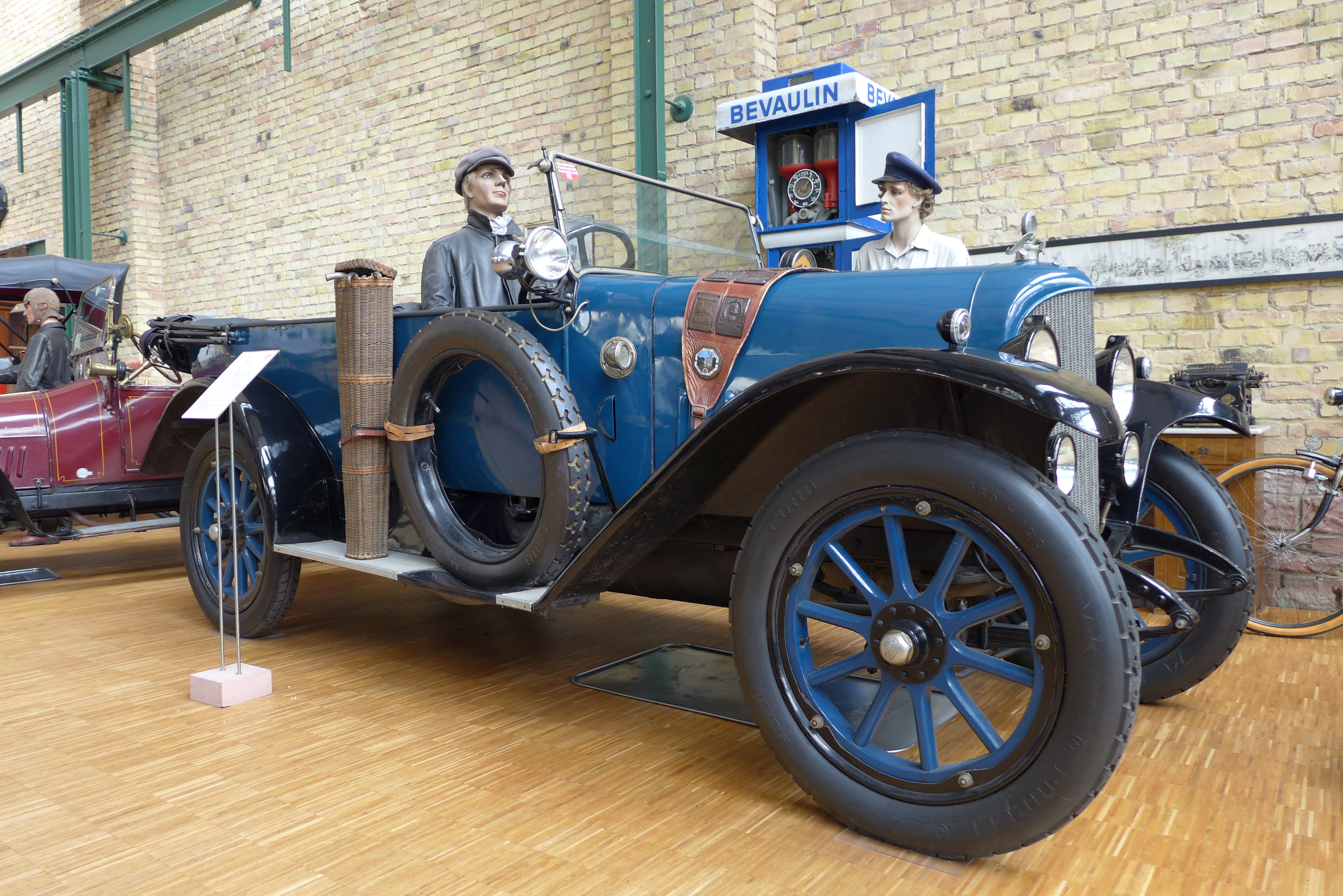
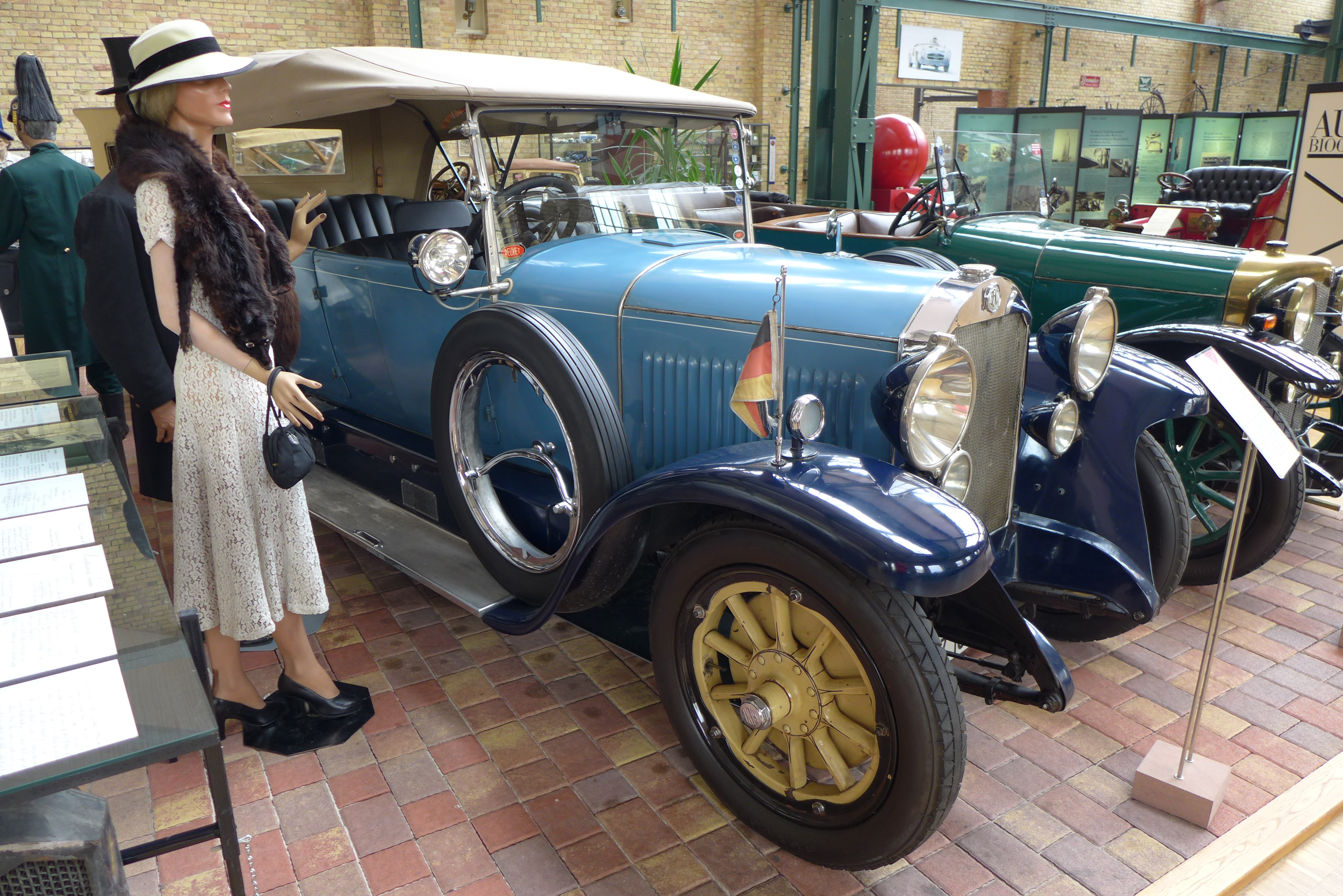
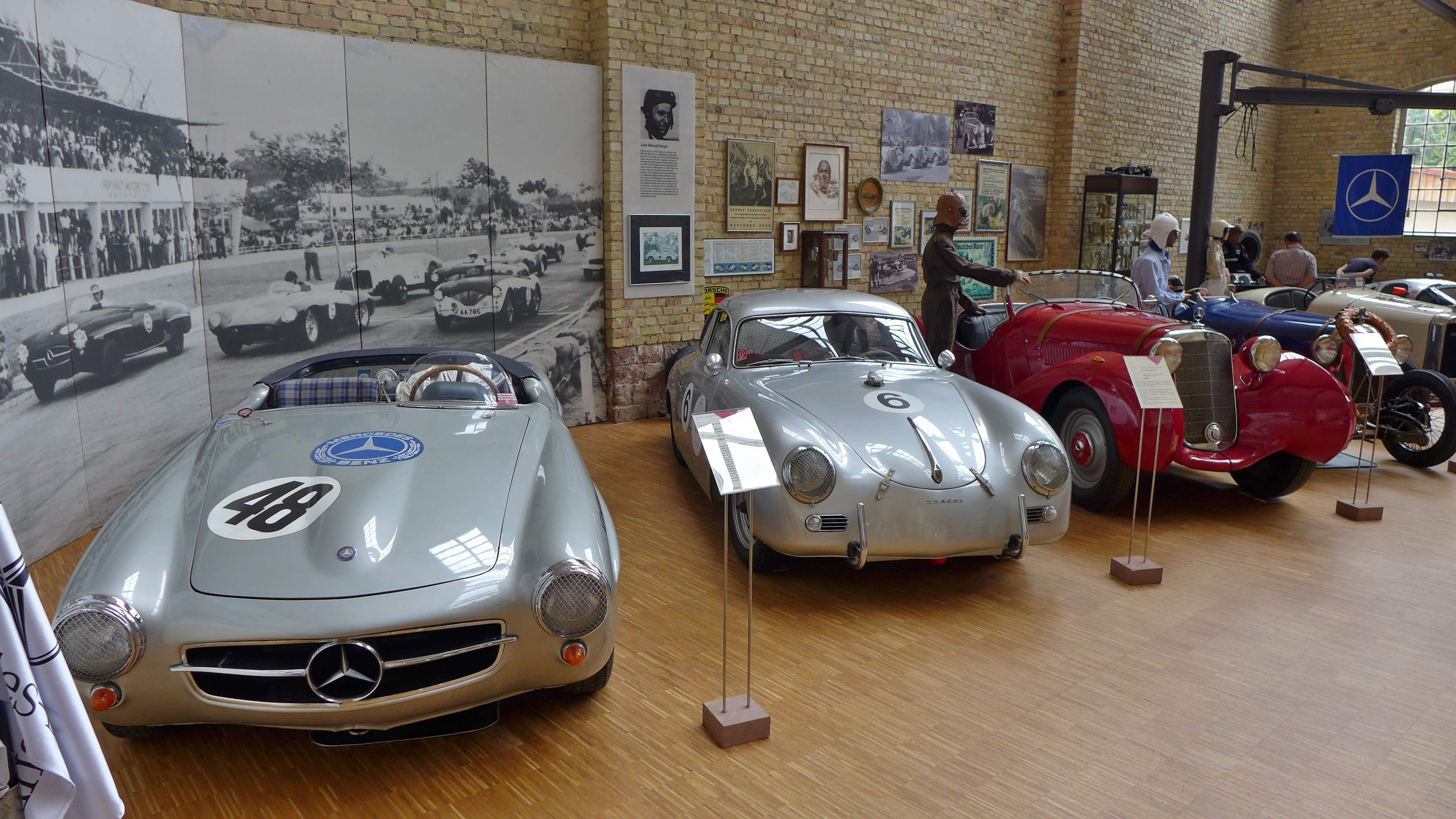
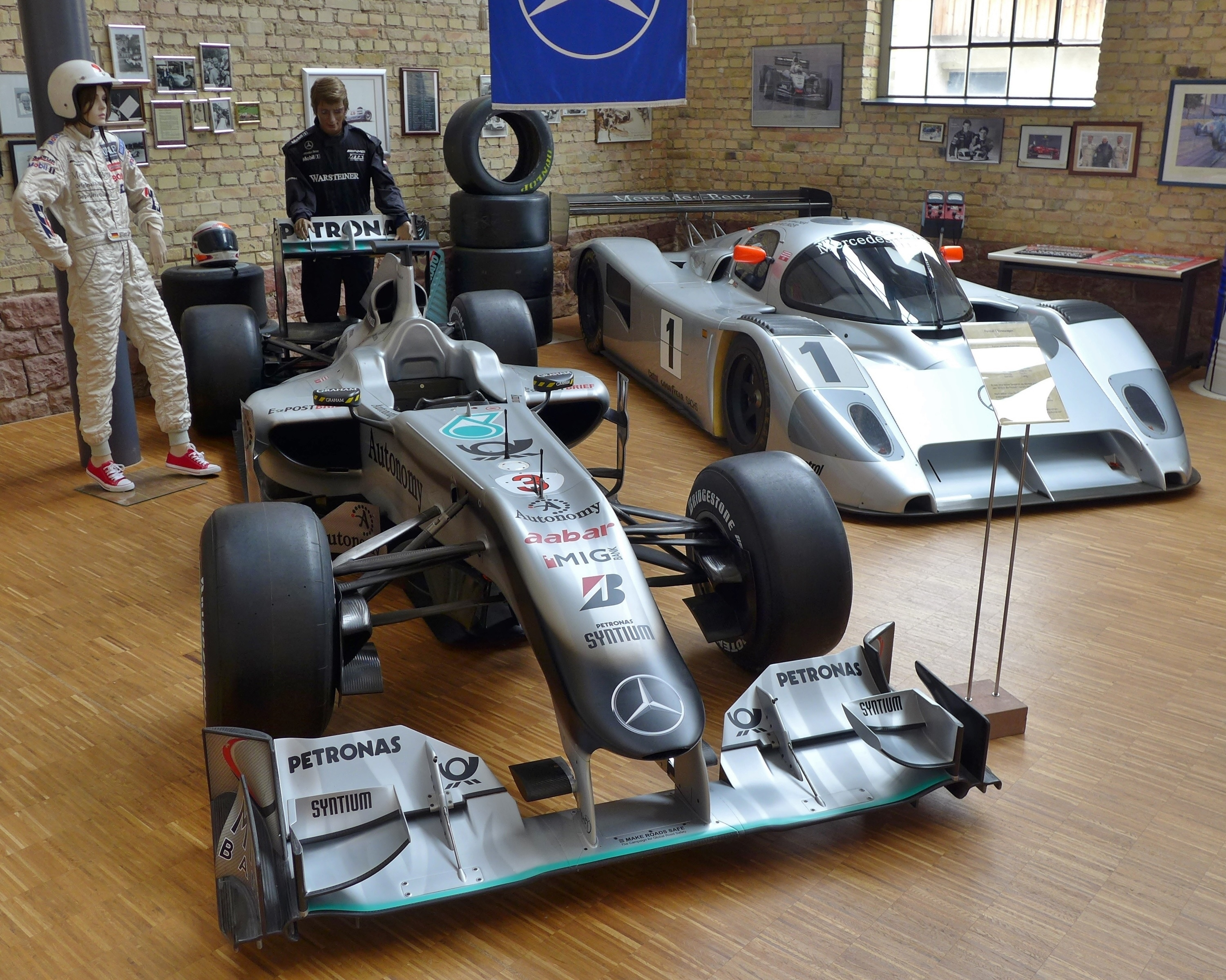

Un premier musée Benz est fondé en 1984, puis transféré en 2004 dans cette usine par son fondateur Winfried Seidel (président du « German Veterans Club Mercedes-Benz ») qui restaure les lieux avec l'aide de Daimler-Mercedes-Benz, à 100 km au nord-ouest des musée Daimler de Stuttgart, Porsche Museum, et musée Mercedes-Benz de Stuttgart. Il y expose sa collection accumulée avec le temps d'environ 80 véhicules Benz & Cie, C. Benz Söhne, et Daimler-Mercedes-Benz, et autres marques anciennes (Lux, Sears, Stoewer, Volkswagen...), motos, vélos, objets d'époque, et nombreux documents de l'histoire de la marque et de la famille Benz...